# Veľaty
Veľaty – wieś (obec) na Słowacji położona w kraju koszyckim, w powiecie Trebišov. Pierwsze wzmianki o miejscowości pochodzą z 1220 roku. 
Według danych z dnia 31 grudnia 2012 roku, wieś zamieszkiwało 860 osób, w tym 441 kobiet i 419 mężczyzn.
W 2001 roku rozkład populacji względem narodowości i przynależności etnicznej wyglądał następująco:
- Słowacy – 98,56%
- Czesi – 0,6%
- Rusini – 0,12%
- Węgrzy – 0,24%

Ze względu na wyznawaną religię struktura mieszkańców kształtowała się w 2001 roku następująco:
- Katolicy rzymscy – 56,32%
- Grekokatolicy – 35,14%
- Ewangelicy – 0,48%
- Prawosławni – 0,96%
- Ateiści – 3,25%
- Przedstawiciele innych wyznań – 0,24%
- Nie podano – 0,84%